# Малый Пёс
Ма́лый Пёс (лат. Canis Minor, CMi) — небольшое, но эффектное экваториальное созвездие, граничит с созвездиями Близнецов, Единорога, Гидры и Рака. Лучшие условия наблюдения — январь, февраль. Видно на всей территории России, но лучше всего — в южных районах страны. Не содержит объектов Мессье.
Основные звёзды:
- Процион (α Малого Пса), видимая звёздная величина 0,38m, восьмая по яркости звезда неба, двойная. Название звезды берёт начало от др.-греч. προ κύων (Prokyōn), что означает «перед собакой».
- Гомейса (β Малого Пса), видимая звёздная величина 2,89m. Название звезды берёт начало от араб. الغميصاء‎ (аль-гхумаиса), что можно перевести как «плачущие глаза».

## История
Древнее созвездие. Включено в каталог звёздного неба Клавдия Птолемея «Альмагест» под именем главной звезды созвездия «Процион».
На древних картах Большой и Малый Псы сопровождают охотника Ориона. Однако в мифах говорится только об одной собаке Ориона, и это — созвездие Большой Пёс. В качестве прототипа Малого Пса называли одну из собак Актеона, разорвавших хозяина, когда тот был превращён в оленя Артемидой. Считали также, что Процион — превращённая в звезду собака Икария по кличке Мэра, нашедшая тело своего хозяина, убитого пьяными пастухами. Иногда этот миф относили и ко всему созвездию.